# ニコラーイ・ブリャーク
ニコラーイ・ヴァスィーリエヴィチュ・ブリャーク(ウクライナ語:Микола Васильович Бурякムィコーラ・ヴァスィーリョヴィチュ・ブリャーク；ロシア語:Николай Васильевич Бурякニカラーイ・ヴァスィーリイェヴィチュ・ブリャーク、1919年 - 2006年12月27日)は、第二次世界大戦で活躍したソ連の戦闘機パイロット。ウクライナ人。なお、姓の「ブリャーク」は、もともとウクライナ語でボルシチやサラダに使われる赤いビート(テンサイ)のことである。ウクライナ人にはこのような直接的な姓も多い。

## 概要
ニコラーイ・ブリャークはロシア内戦のさなかの1919年に生まれ、中等学校と産業工場学校で学んだ。その後、クラスノゴローフスキイ耐火工場の機関車庫で働いた。
1937年に赤軍へ入隊した。1940年には、ヴォロシロヴグラート・パイロット学校を卒業した。大祖国戦争(独ソ戦)では、1942年よりYak-1などに乗りクリミア戦線、南方戦線、北カフカース戦線、ザカフカース戦線、ヴォローネシュ戦線、ステプノーイ戦線、第2ウクライナ戦線を転戦した。395回出撃し、104回の空中戦を経験した。
1943年にソ連共産党の党員となった。1944年2月4日には、最高会議幹部会の決定により第203戦闘飛行師団第247戦闘飛行連隊の指揮官であったニコラーイ・ブリャーク大尉に対し「ソ連英雄」の称号が与えられた。
「赤旗勲章」を3度受け、また「アレクサンドル・ネフスキー勲章」と「2等祖国戦勲章」も受けた。「赤い星」とメダルも授与された。
自身104回目にして最後の空中戦では、ニコラーイ・ブリャークはベルリンの途中で7機の敵機を撃墜した。395回目となる最後の出撃は、すでに終戦を迎えたあとのチェコスロヴァキア上空であった。
その後、ニコラーイ・ブリャークは1960年まで軍に勤務した。最後は大佐として退役した。
退役後はウクライナのドネツィク州で余生を送った。